# 乌尔姆
乌尔姆（德語發音：[ˈʔʊlm] ⓘ）是德国巴登-符腾堡州的一座非县辖城市，位于多瑙河畔。它附近的大城市有东南部约70公里远的奥格斯堡和130公里远的慕尼黑和西北约100公里远的斯图加特。乌尔姆与与其隔岸相望的属于巴伐利亚州的新乌尔姆一起是这个地区的文化和商业中心，亦是科学家爱因斯坦的出生地。

## 中文名稱
由於兩岸翻譯上的不同，因此台灣則將其音譯為「烏姆」；中國大陸則將其音譯為「乌尔姆」。其他譯名有「烏耳木」。

## 地理
乌尔姆位于伊勒河和布劳河注入多瑙河的入口处，它的西部是施瓦本山，城市的北部是山地。乌尔姆的大多数城区位于多瑙河西部，只有三个城区位于多瑙河东。

### 临近城县
在巴登-符腾堡方面乌尔姆被山地-多瑙县三面包围，在巴伐利亞邦方面乌尔姆与新乌尔姆隔河相望。

### 行政区划
乌尔姆分18个区，其中有8个区是在1970年代的行政改革中被纳入乌尔姆市区的。以下是这18个区的名字：
乌尔姆中（Ulm-Mitte）、伯芬根（Böfingen）、多瑙施泰滕（Donaustetten）、多瑙塔尔（Donautal）、埃京根（Eggingen）、恩辛根（Einsingen）、埃尔明根（Ermingen）、埃瑟尔斯贝格（Eselsberg）、格格林根（Gögglingen）、格里默尔芬根（Grimmelfingen）、永京根（Jungingen）、莱尔（Lehr）、梅林根（Mähringen）、东城（Oststadt）、瑟夫林根（Söflingen）、温特韦勒（Unterweiler）、西城（Weststadt）和维布林根（Wiblingen）。

## 历史
早在前5000年左右的新石器时代就已经有人在今天的乌尔姆地区定居了，在今天的埃京根和赖尔发现了过去人类居住的遗址。在市中心发现的最古老的人类遗址是新石器时代末期的。
约850年左右乌尔姆成为一个国王的行宫。854年7月22日德意志国王日耳曼人路德维希在Hulma签署了一份文件，这是乌尔姆第一次被提到。Hulma这个词可能是日耳曼语中沼泽地的意思（英语中humid，潮湿，可能与它同源）。在霍亨斯陶芬王朝的统治下这个地方被加固。1181年神圣罗马帝国皇帝腓特烈一世将它提升为城市，从1184年开始乌尔姆是一座帝国直辖的城市。
从1960年开始乌尔姆在市区进行了一系列考古发掘，这些发掘证明乌尔姆在854年以前就已经有人居住了。当时的行宫今天已经不存在了，只有行宫的小教堂以及一些护城沟的遗迹还存在。考古发掘还证明当时行宫外还有一个平民居住区，其中有许多手工业作仿。在行宫的保护下这里还建立了一个市场，这个市场显然是城市的起步点：这里有城市最古老的石结构建筑，到今天为止这里是市政府的驻地。
1377年6月30日乌尔姆大教堂开建。此前乌尔姆的教堂位于城墙外，城市被包围时市民无法去教堂。
1397年乌尔姆的市宪法生效。它规定市长的义务和权利，行会在市议会中获得30席位置，而城市贵族只获10席。同时城市贵族没有选举权。市长必须在每年7月的倒数第二个星期一向市民做报告，从此开始在乌尔姆这一天是节日。
1500年左右乌尔姆达到了其发展的顶峰，继纽伦堡后它是帝国的第二大城市。三座城市和55條村庄属它管辖。它是重要的铁、木和葡萄酒市场。当时有这样一首民谣：

威尼斯的武力，

奥格斯堡的繁华，

纽伦堡的幽默，

斯特拉斯堡的大炮，

和乌尔姆的钱

统治着这个世界。

当时乌尔姆出产一种棉花和麻织在一起的高质量的布，在整个欧洲这种布拥有极高的名声。
1492年美洲的发现和1497年新开辟的通向印度的海路使得新的商业中心产生，乌尔姆渐渐没落了。1529年乌尔姆皈依为新教。到1546年施马尔卡尔登战争时期乌尔姆因战火失去了35个村庄，最后它不得不向天主教的皇帝投降。
在此后两个世纪中，乌尔姆的财富被战争、疾病和不同的占领者的要挟和勒索中一荡清尽。约1770年城市完全破产而不得不出卖地盘。
在拿破仑的统治下乌尔姆丧失了它的独立性而成为巴伐利亚的一个城市。八年后，1810年，它又被划给符腾堡并再次丧失地盘：多瑙河另一边的地区依旧属巴伐利亚，成为新乌尔姆。一年后乌尔姆获得了向州议会送一名议员的权利。

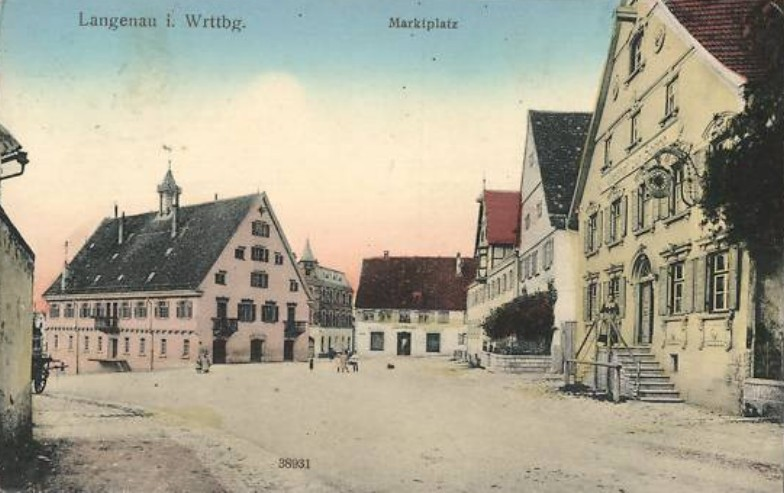
1820年代烏爾姆。

从1819年到1924年乌尔姆是符腾堡多瑙县的首府。1850年6月1日从斯图加特开往腓特烈港的铁路通过乌尔姆开通。19世纪后半叶乌尔姆成为德意志联邦的一个要塞，在城市周围一共建立了41个碉堡。1890年乌尔姆的大教堂终于完工，它的塔是世界上最高的教堂塔。
1913年乌尔姆有6万居民，其中约一万是士兵。乌尔姆成为了一个兵营和工业城市。
在两次世界大战间乌尔姆非常安静，但纳粹也进入了乌尔姆。从1933年到1935年他们在乌尔姆附近的一个堡垒中建立了一座集中营，许多他们的政治敌人如库尔特·舒马赫被关押在这里。1938年11月9日到10日的水晶之夜中，乌尔姆的犹太教堂也被毁。
从1944年末到1945年初乌尔姆被空军轰炸损失惨重：老城的81%被毁，但大教堂未被损坏。
战后乌尔姆开始重新建设。
1951年第一个工业区开始使用，1953年在这里成立了乌尔姆造型学院（至1968年关闭），1960年成立了一个工程师学院，1972年一个经济和技术专校。此前，1967年乌尔姆大学开始营业。
1980年乌尔姆的居民数超过10万。1980年代初的经济危机迫使乌尔姆从一个工业城市转化为一个服务和科学研究的城市。
2004年乌尔姆庆祝：
- 从第一次被文件中提到1150年
- 阿尔伯特·爱因斯坦125年生日

### 人口变化
| 年            | 居民数   |
| ------------- | -------- |
| 1300年        | 约4,000  |
| 1400年        | 约9,000  |
| 1550年        | 约19,000 |
| 1750年        | 约15,000 |
| 1834年        | 15,173   |
| 1871年        | 26,290   |
| 1890年        | 36,131   |
| 1900年        | 42,860   |
| 1910年        | 56,109   |
| 1925年6月16日 | 57,427   |
| 1933年6月16日 | 62,472   |
| 1939年5月17日 | 74,387   |
| 1950年9月13日 | 71,132   |
| 1961年6月6日  | 92,700   |
| 1970年5月27日 | 93,200   |
| 1975年6月30日 | 98,400   |
| 1980年6月30日 | 100,600  |
| 1985年6月30日 | 99,300   |
| 1987年5月27日 | 103,494  |
| 1997年6月30日 | 116,000  |

### 宗教
1529年在施派尔召开的帝国议会上乌尔姆加入新教派。1531年进行宗教改革，首先采用瑞士的新教，从1533年开始采纳马丁·路德的改革。从此开始乌尔姆是一个新教城市，但从19世纪开始市内又有天主教活动。乌尔姆的天主教徒一开始属于康斯坦茨（Konstanz）主教的管辖，后来归奥格斯堡（Augsburg）主教，从1817年开始属罗腾堡主教。
随着城市的扩大，周围本来天主教的村镇被并入乌尔姆后，两个教派之间的比例变化很大。今天45%的居民是天主教徒，33%是新教徒（1992年数据），其他属其它宗教或无宗教信仰。

## 政治

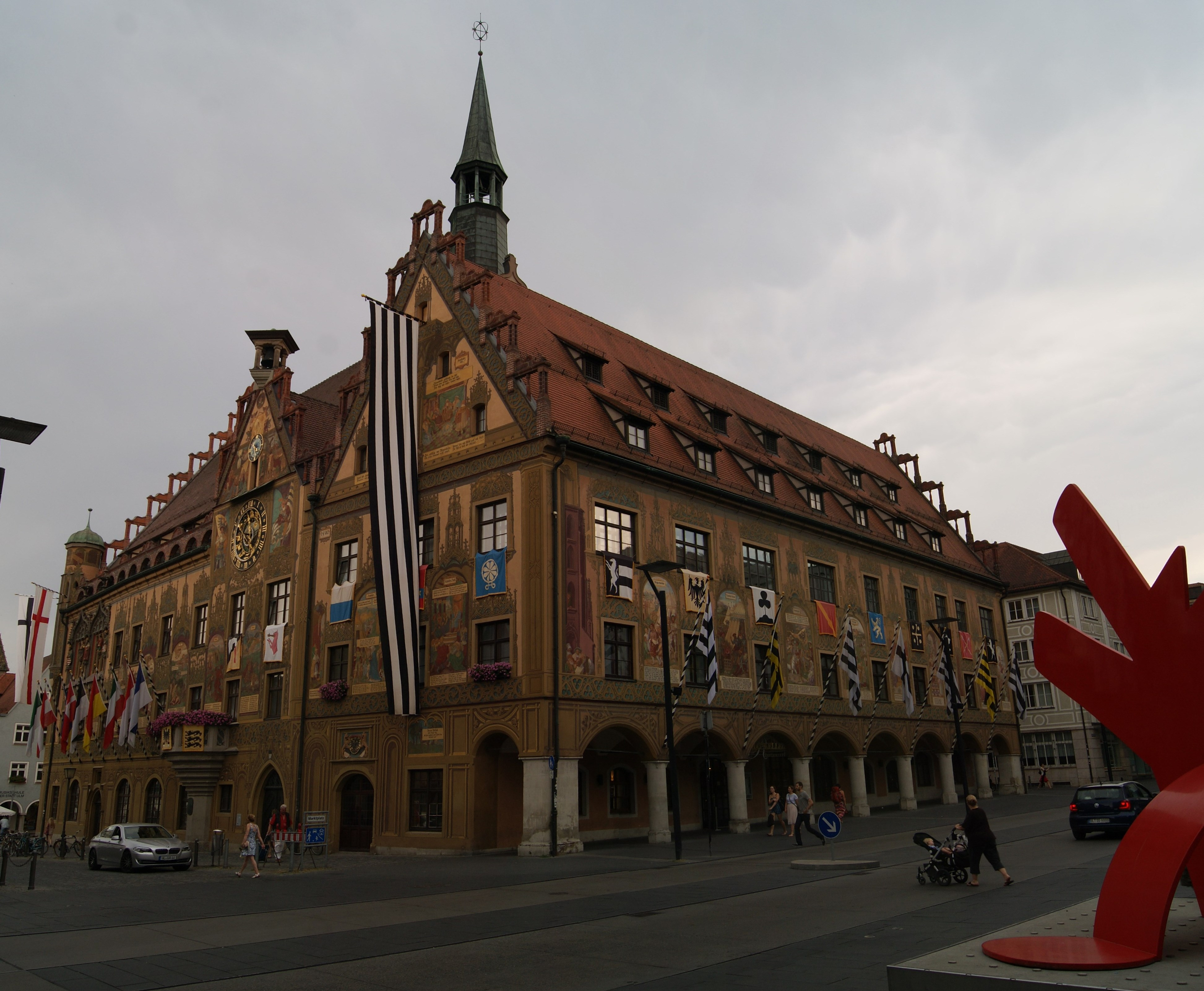
市議會

从13世纪开始乌尔姆有城市的议会和市长，市长同时是议会的执行官，从1345年开始是议会的主席。市长由议会选举而出，往往任期只有1至2年。随着历史的变迁议会和市长的权利和形成变革多次。从1802年开始乌尔姆自己的宪法失效。现任市长是仪佛·古纳（Ivo Gönner），他从1992年开始就职。
市议会目前每5年由市民选举而出。最近的一次选举是2004年，起结果是：
- 德国基督教民主联盟：12席
- 德国社会民主党：9席
- 德国绿党：7席
- 自由选民联盟：10席
- 德国自由民主党：2席

### 市徽
乌尔姆市徽是上黑下银两色的徽章，市旗也是黑白两色的。
从1351年开始乌尔姆的市章上就开始使用这个市徽，一般由一只帝国鹰附着以表示乌尔姆是帝国直辖的。1803年后没有这只帝国鹰了。这个市徽的意义到底是什么现在无法考证。

### 友好城市
从1986年开始乌尔姆是尼加拉瓜希诺特加的友好城市。
- 法國 克勒兹河畔阿让通（1990年）

## 经济和基础设施

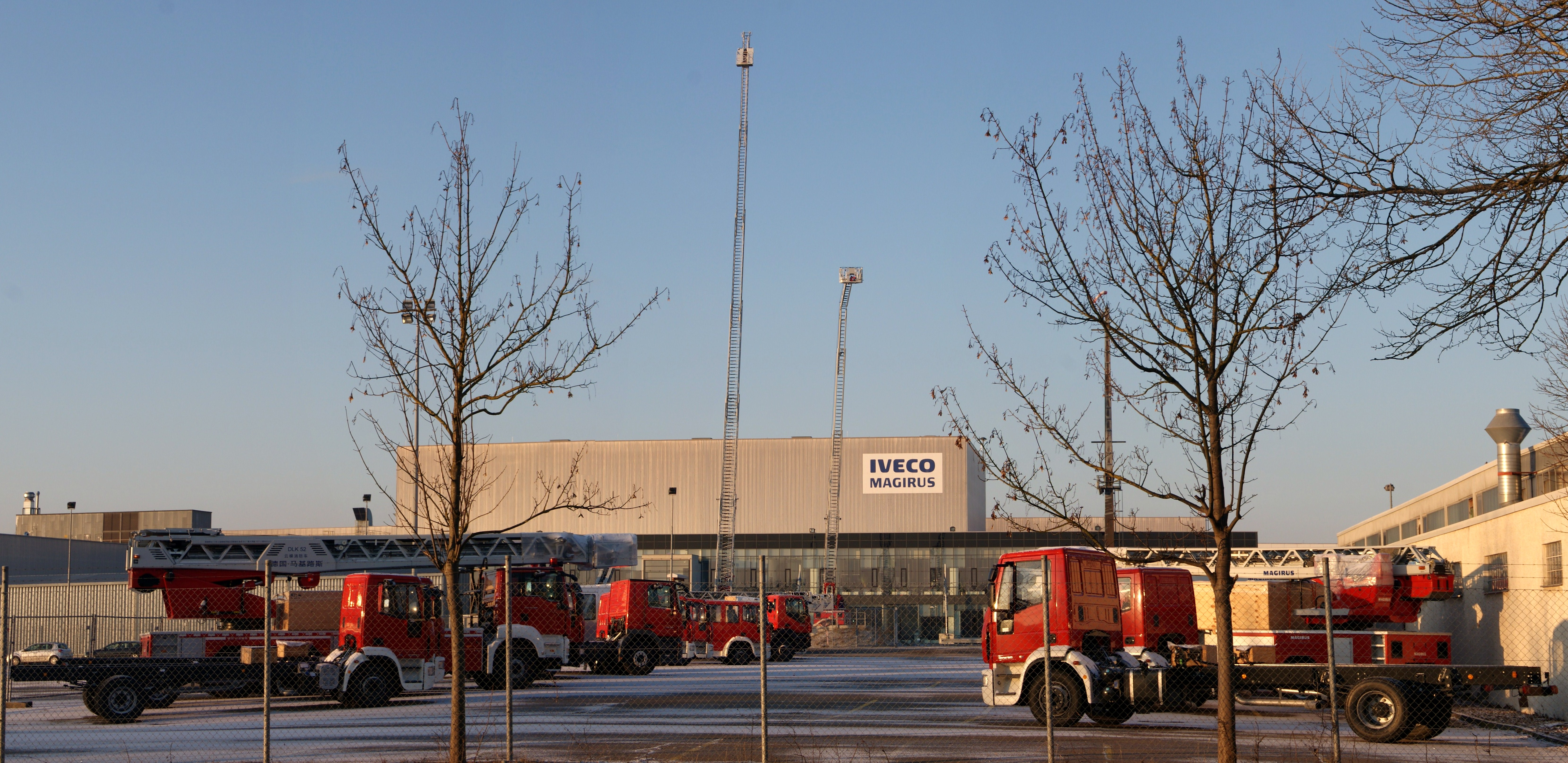
依維柯-马基路斯工厂

在乌尔姆重要的工业有汽车、金属加工、医药和园艺。

### 公司
在此城設立公司總部和工廠的有：
- 艾克夏醫療儀器
- 安许茨
- 卡尔·瓦尔特运动枪
- 依維柯-马基路斯

在乌尔姆拥有重要地点的公司包括：
- 诺基亚网络[2]

### 交通

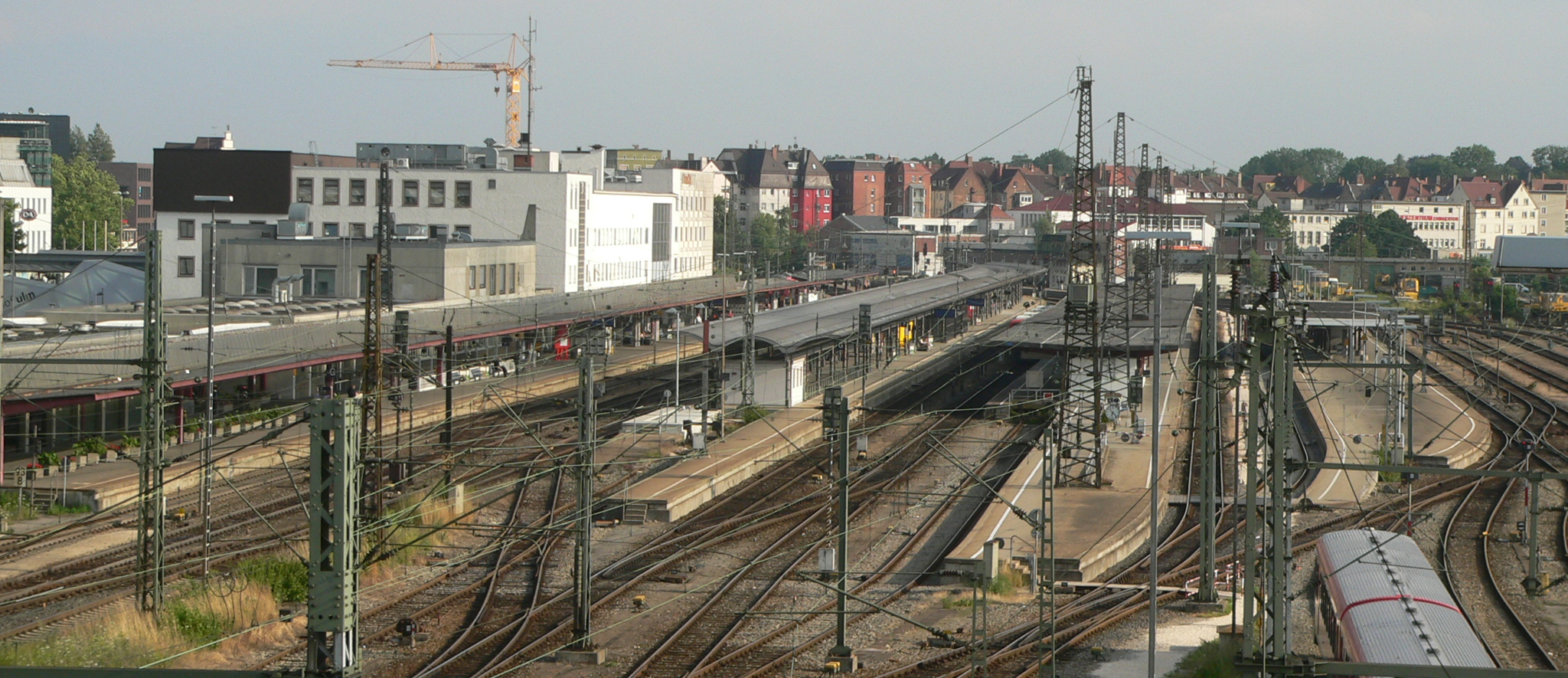
烏爾姆火車站

乌尔姆是一个重要的交通交叉点。南北方向的高速公路A7（维尔茨堡—肯普滕）与东西方向的高速公路A8（斯图加特—慕尼黑）相交。此外多条德国联邦公路经过这里。
德国的高速铁路列车ICE通过乌尔姆，每小时有ICE列车开向斯图加特和慕尼黑。乌尔姆是当地ICE列车与地区列车的联系点。从乌尔姆有地区列车开向博登湖的腓特烈港。
市内交通主要有有轨电车和公共汽车。

### 媒介
乌尔姆有一份地区性的日报。此外德国西南广播在这里有一个制造地区性节目的播送台。乌尔姆本市也有一个小的、非盈利性的电台。在埃尔明根有一座德国电信的远程通讯塔。

### 博览会
乌尔姆的博览会场地位于城市的东北部，博览会场地上有多个大厅。旁边是乌尔姆的会议中心。网址：http://www.ulm-messe.de/ （页面存档备份，存于）

## 教育和科学

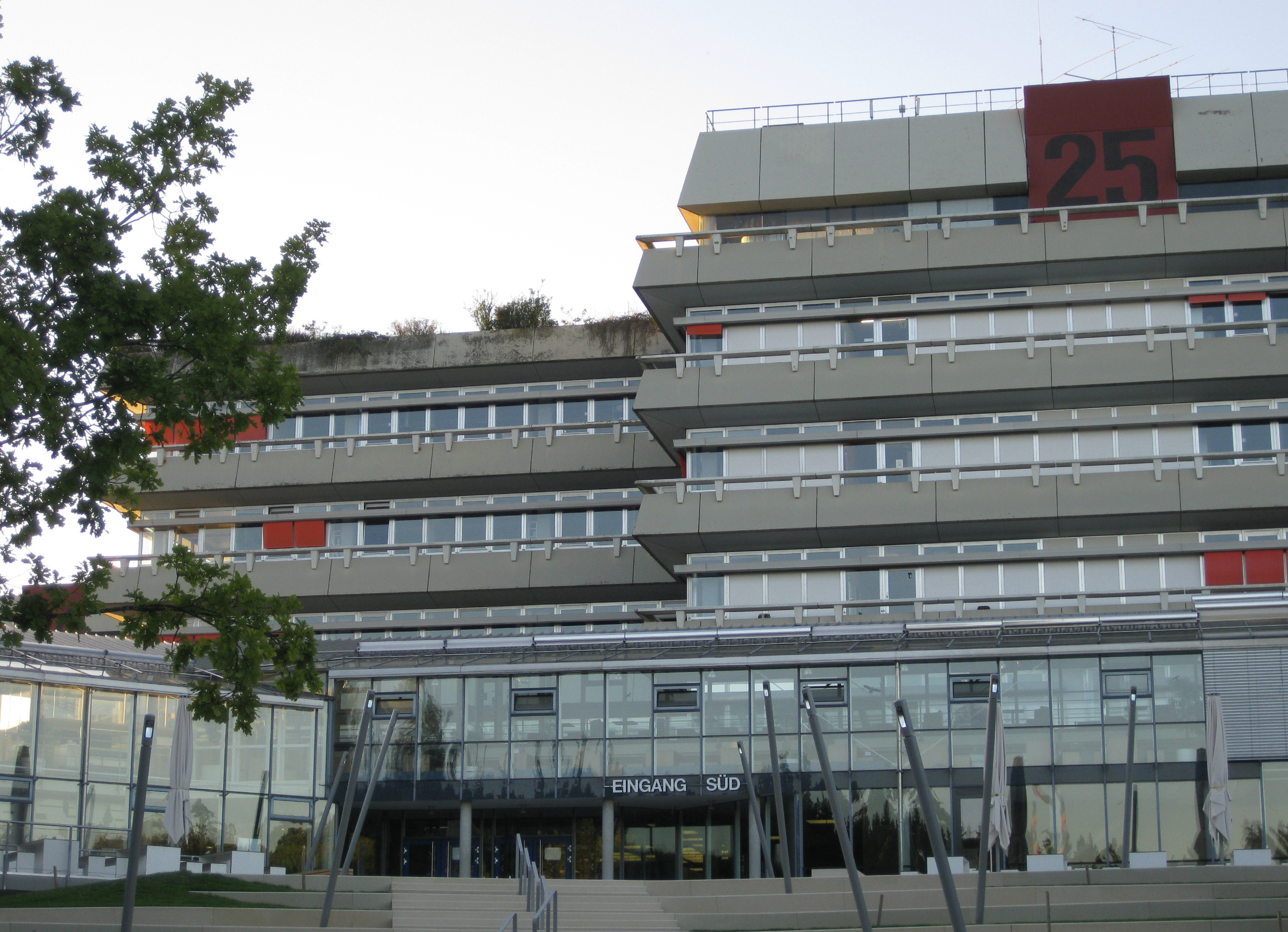
乌尔姆大学

- 乌尔姆大学，1967年成立。位于乌尔姆的Eselsberg山上。2005年冬季学期注册的学生已经超过七千两百人。
- 乌尔姆高等学校。1960年成立为“国家工程师学院”，1971年改名为“乌尔姆高等专业学校”，2006年更名为“乌尔姆高等学校”。网址：新网站 （页面存档备份，存于）旧网站

## 文化和名胜

### 剧院
- 乌尔姆剧院相关网站：http://www.theater.ulm.de/ （页面存档备份，存于）
- 口袋剧院

### 博物馆
- 乌尔姆博物馆（城市历史）相关网站：http://www.museum.ulm.de/ （页面存档备份，存于）
- 德国面包博物馆相关网站：https://web.archive.org/web/20100417154548/http://www.brotmuseum-ulm.de/
- 多瑙施瓦本中心博物馆

### 建筑物
- 乌尔姆大教堂（高161.53米，是世界上最高的教堂钟楼，向顶一共768阶台阶）相关网站：http://www.muenster-ulm.de/ （页面存档备份，存于）
- 市政大厦（Stadthaus）位于大教堂旁边，用于举办一些展览会，同时也是乌尔姆的旅游信息中心。相关网站：http://www.stadthaus.ulm.de/ （页面存档备份，存于）
- 市政厅（Rathaus）
- 市图书馆位于市政厅旁边，外观是一座用蓝色玻璃构成的金字塔。
- 爱因斯坦纪念碑由瑞士雕塑家马克思·比尔（他也是前乌尔姆造型学院创始院长）雕刻，位于爱因斯坦已毁故居所在地Bahnhofstrasse大街。纪念碑于1982年9月4日揭幕。12块竖立着的石块象征着白天的12个小时，12块横放的石块则象征着夜晚的12个小时。
- 爱因斯坦大楼（Einstein-Haus）位于Kornhaus广场，就是现在的乌尔姆成人教育中心（Volkshochschule）。

## 庆祝日和节日
- Ulmer Volksfest （页面存档备份，存于），每年会在多瑙河边的Ulmer Volksfestplatz举行为期数天的游乐活动。2007年的Ulmer Volksfest从7月13日至7月23日。
- 宣誓星期一 （页面存档备份，存于）（Schwörmontag），宣誓星期一来自中世纪市长的就职宣誓。每年7月的倒数第二个星期一。2022年的Schwörmontag為2022年7月18日。
- 国际多瑙节 （页面存档备份，存于）（Internationales DonauFest），国际多瑙节从2000年开始，是以多瑙河沿岸国家为主题的文化、音乐和娱乐节日。2006年7月7日至16日举行了第五届国际多瑙节。
- 圣诞市场 （页面存档备份，存于）（Weihnachtsmarkt），乌尔姆的圣诞市场是南德最大的圣诞市场之一。地点是大教堂前。2006年的圣诞市场从11月27日至12月22日。

## 名人
- 阿尔伯特·爱因斯坦，物理学家，1879年3月14日出生于乌尔姆
- 希德嘉德·内夫，德国演员，1925年12月28日出生于乌尔姆
- 克劳迪娅·罗特，德国绿党政治家，1955年5月15日出生于乌尔姆
- 约翰内斯·开普勒的鲁道尔夫星表是在乌尔姆印刷的
- 反纳粹的白玫瑰组织成员绍尔兄妹汉斯·绍尔和苏菲·绍尔是在乌尔姆长大的
- 马克·福斯特，电影导演，1969年出生于乌尔姆